# Rödskärs udden
Rödskärs udden är öar i Finland. De ligger i kommunen Kimitoön i landskapet Egentliga Finland, i den södra delen av landet, 150 km väster om huvudstaden Helsingfors.
Ögruppen ligger mellan Bengtskär i söder och Tryskärs udden i norr och omfattar skären Kistskär, Digskäret, Lilla Rödskäret, Stora Rödskäret och Rödskärs grundet. Öster om Rödskärs udden ligger Dömmaskär och i väster Nämanland.